# Propulsión nuclear marina

Mapa de países operadores de submarinos, en verde operadores de submarinos convencionales y en naranja países con submarinos nucleares.

La propulsión nuclear marina o propulsión nuclear naval es un tipo de propulsión utilizada en barcos mercantes o buques de guerra equipados con un reactor nuclear.

## Buques militares

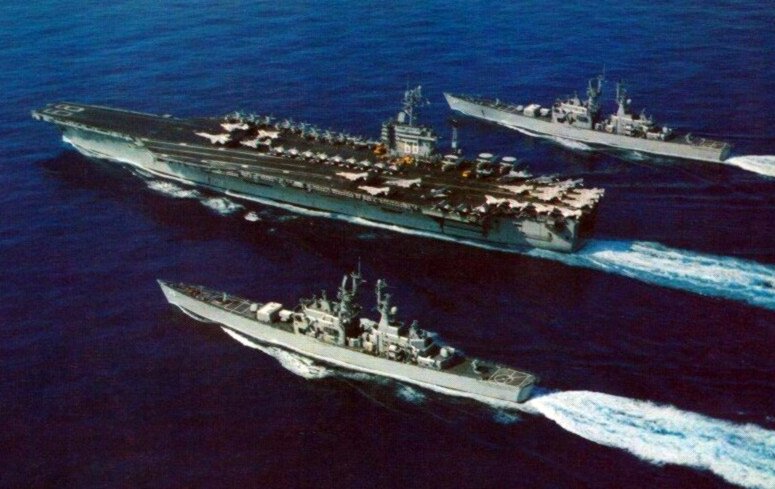
En los Estados Unidos, los cruceros de propulsión nuclear están retirados, pero los portaaviones de propulsión nuclear están activos.

Los trabajos sobre la propulsión nuclear marina se iniciaron en los años 1940, y el primer reactor de pruebas empezó a funcionar en Estados Unidos en 1953. El primer submarino propulsado por energía nuclear fue el USS Nautilus, botado en 1955.
Esto marcó la transición de los submarinos, desde las naves submarinas lentas a los buques de guerra capaces de mantener una velocidad de 20-25 nudos (37-46 km/h) sumergidos durante semanas. El submarino había alcanzado su plenitud.
El Nautilus condujo al desarrollo paralelo de más submarinos de la clase Skate, propulsados por un único reactor, y un portaaviones, el Enterprise, propulsado por reactores en 1960. Un crucero, el Long Beach, le siguió en 1961 y estaba propulsado por dos reactores.
En 1962 la Armada de los Estados Unidos tenía 26 submarinos nucleares operativos y 30 en construcción, suponiendo una revolución.

La tecnología estaba compartida con el Reino Unido, mientras que los desarrollos de Francia, la Unión Soviética y la China se llevaban a cabo separadamente.

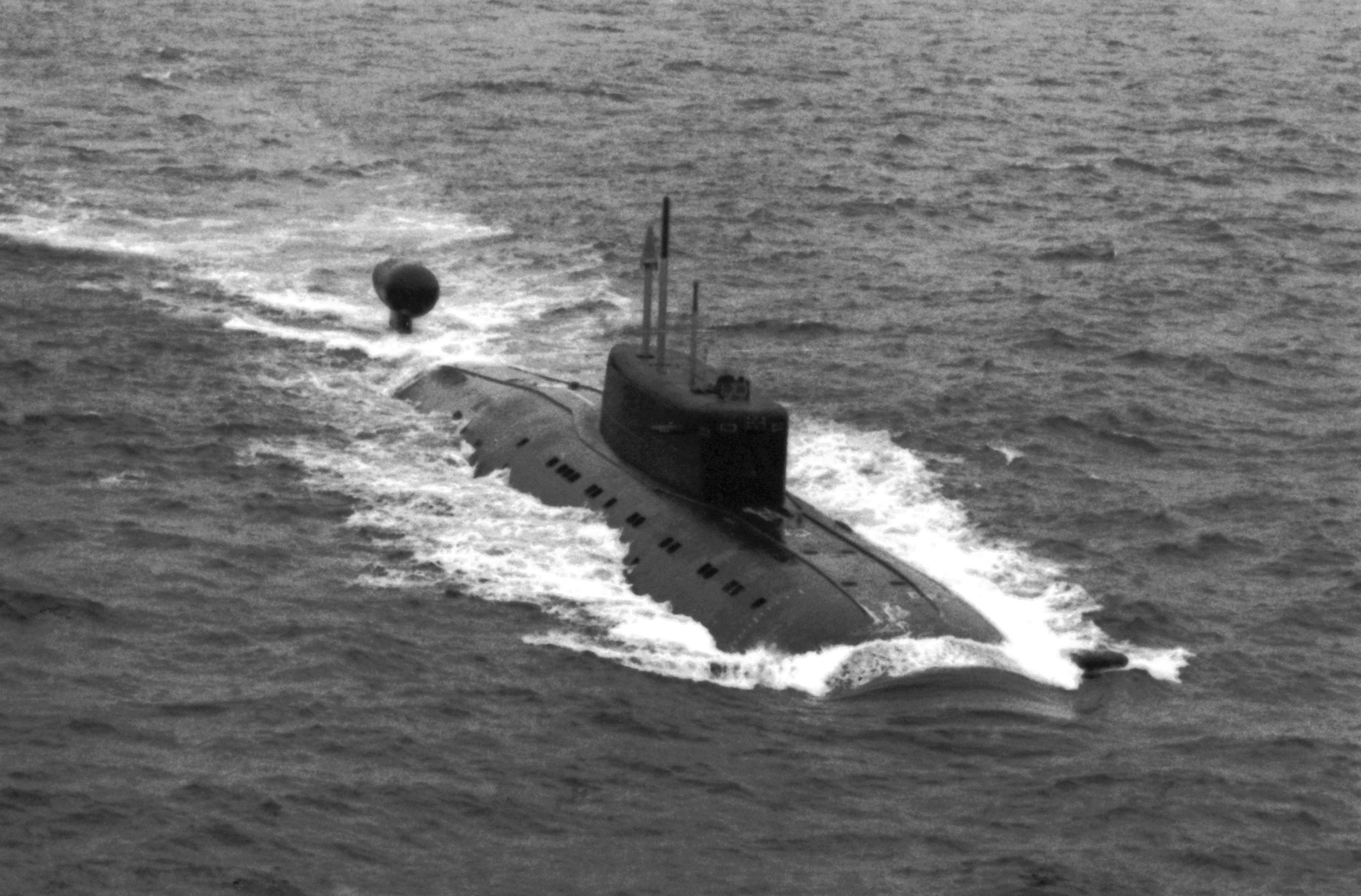
Submarino de ataque ruso de propulsión nuclear de clase Tipo Sierra II.

Después de las naves de la clase Skate, siguieron nuevos desarrollos de los reactores y en los Estados Unidos unas series únicas de diseños estandarizados fueron construidos tanto por Westinghouse Electric Corporation como por General Electric, con un reactor propulsando cada embarcación. Rolls Royce construyó unidades similares para los submarinos de la Royal Navy y posteriormente desarrolló el diseño del PWR-2.
Los submarinos nucleares más grandes del mundo son los rusos de clase Typhoon, de 26.500 toneladas.
Existen varios portaaviones motorizados con reactores nucleares. La Armada de los Estados Unidos dispone de 10 portaaviones de clase Nimitz, con propulsión nuclear, cada uno tiene dos reactores nucleares A4W. La Marina de Francia tiene en operación el portaaviones Charles de Gaulle (R 91) que tiene dos reactores nucleares Areva K15 (150 MWt c/u).

## Buques civiles

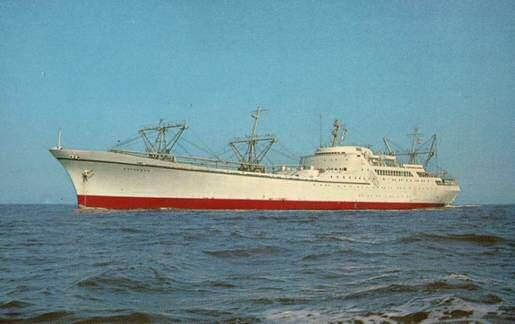
Buque experimental de propulsión nuclear NS Savannah, construido como prototipo para el transporte de pasajeros y mercancías en 1962. Prestó servicio hasta 1971 siendo desmantelado en 1972.

El desarrollo de barcos mercantes nucleares empezó en los años 50, pero no ha tenido éxito comercial. El NS Savannah, construido en Estados Unidos, fue botado en 1962 y retirado ocho años después. Fue un éxito técnico, pero no fue económicamente viable. El barco de carga e instalación de investigación Otto Hahn de construcción alemana, recorrió 650.000 millas náuticas en 126 viajes en 10 años sin ninguna clase de problemas técnicos. No obstante, demostró ser demasiado caro en su funcionamiento y fue transformado a diésel.
El japonés Mutsu fue el tercer barco civil. Se vio envuelto en problemas técnicos y políticos y supuso un fracaso embarazoso.
Estos tres barcos utilizaban reactores con combustible de uranio de bajo enriquecimiento.

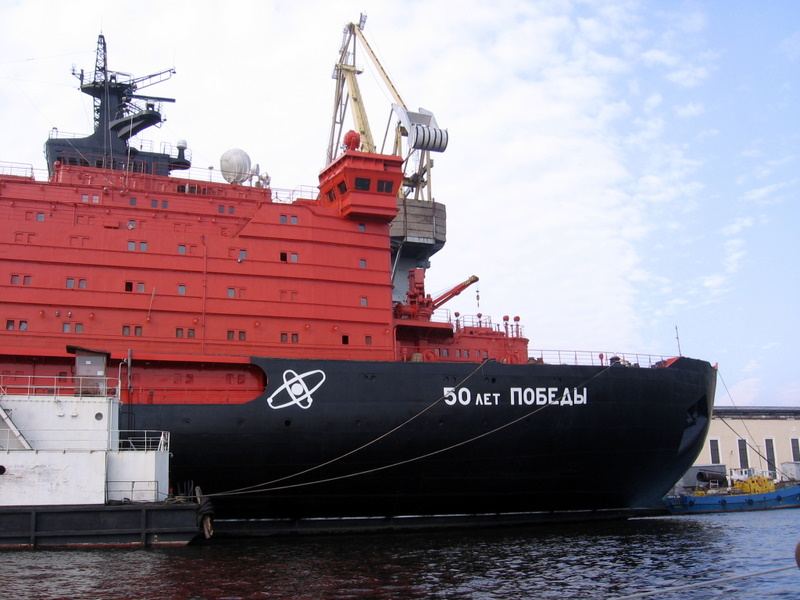
Buque ruso de propulsión nuclear "50 let Pobedy" (50 aniversario de la Victoria).

En contraposición, la propulsión nuclear ha demostrado ser factible, tanto técnica como económicamente, para los rompehielos soviéticos en el Ártico. Los niveles de potencia necesarios para un rompehielos, así como las dificultades de recarga de combustible que se dan este tipo de barcos, comparados con los otros tipos de propulsión, son factores determinantes. El rompehielos Lenin fue el primer barco de superficie mundial propulsado por energía nuclear, y permaneció en servicio durante 30 años, aunque con renovación de los reactores en 1970. Ello condujo a la construcción de la serie de grandes rompehielos, de la clase Arktika , botados a partir de 1975. Estas naves tienen dos reactores y se utilizan en las profundas aguas del Ártico. El Arktika fue el primer barco de superficie en llegar al Polo Norte. Para su uso en aguas poco profundas, como las de los estuarios y ríos, se han construido en Finlandia rompehielos de quilla más plana, de la clase Taymyr con un reactor fabricado en Rusia. Están construidos para responder a los niveles de seguridad internacionales para naves nucleares.

## Centrales de energía

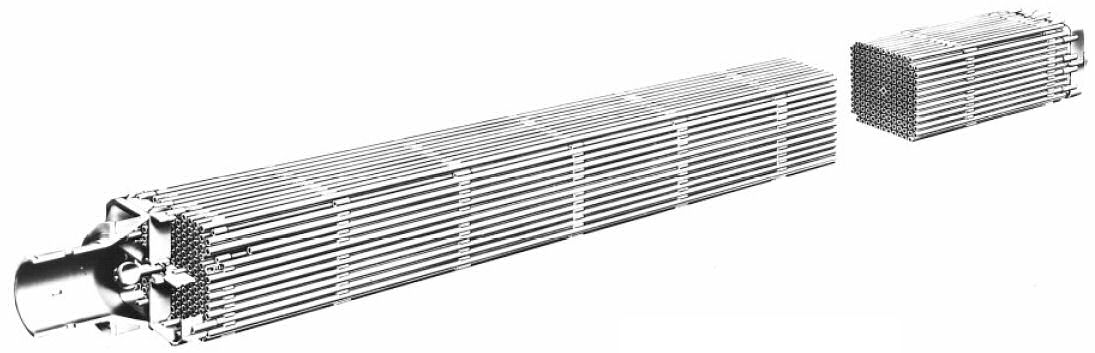
Combustible para el reactor que propulsó al buque nuclear "NS Savannah". Cada elemento contenía 4 haces de 41 barras de combustible. El enriquecimiento utilizado era del 4,2 al 4,6 %.

Los reactores navales son del tipo reactor de agua presurizada o reactor refrigerado por metal líquido, los cuales difieren de los reactores comerciales que producen electricidad en lo siguiente: tienen alta densidad de potencia en un pequeño volumen; algunos funcionan con uranio de bajo enriquecimiento (lo que requiere frecuentes recargas) y otros lo hacen con uranio altamente enriquecido (>20 % de U-235, con una variación entre el 96 % en los submarinos USA – que no necesitan repostar combustible durante toda la vida en servicio del submarino – a entre 30-40 % en los submarinos rusos, y a más bajos niveles en algunos otros), 
- el combustible no es UO2 sino una aleación de metal-circonio (con un 15 % de uranio con un enriquecimiento del 93 %, o más uranio con un enriquecimiento más bajo),
- el diseño incluye una vasija presurizada compacta que permite la seguridad del sistema.

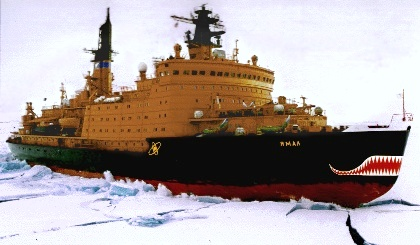
Rompehielos ruso de propulsión nuclear "Yamal".

La larga vida del núcleo es posible por el relativamente alto enriquecimiento del uranio y por incorporar un «veneno nuclear quemable» en los núcleos, que se agota progresivamente como un acumulado de productos de fisión y de actínidos menores, encargado de reducir la eficiencia del combustible. Los dos efectos se contrarrestan. Una de las dificultades técnicas es la creación de un combustible que tolere el daño de los elevados niveles de radiación. Es sabido que las propiedades del combustible nuclear varían durante su uso, siendo totalmente posible que el combustible se descomponga y forme burbujas de gas durante la fisión.
La integridad a largo plazo de la vasija de presión compacta del reactor, se mantiene gracias a un escudo interno de neutrones (esto contrasta con los primeros diseños de PWR soviéticos en los que se produjeron agrietamientos debido al bombardeo de neutrones sobre una vasija de presión muy delgada).
La potencia del reactor alcanza los 190 MW térmicos en los submarinos más grandes y en los barcos de superficie. Los submarinos franceses de la clase Rubis, están equipados con un reactor de 48 MW que no requiere repostar durante 30 años.
La Armada Rusa, la Armada de los Estados Unidos y la Royal Navy británica utilizan la propulsión por turbina de vapor, los franceses y los chinos utilizan la turbina para generar electricidad (propulsión turbo-eléctrica). La mayoría de los submarinos rusos, así como la totalidad de los barcos de superficie estadounidenses posteriores al USS Enterprise, están movidos por dos reactores. Los submarinos estadounidenses, británicos, franceses y chinos disponen solo de uno.
El desmantelamiento de los submarinos propulsados por energía atómica se ha convertido en una tarea importante para las flotas de EE. UU. y Rusia. Después de retirar el combustible, la práctica estadounidense es cortar la sección que contiene el reactor del resto del casco, para su entierro a baja profundidad, como residuo de bajo nivel (ver el Programa de reciclado de barcos y submarinos nucleares). En Rusia, todo el casco, o las secciones selladas del reactor, normalmente permanecen almacenados flotando, aunque una nueva instalación cerca de la bahía de Sayda, en el Lejano Norte, está empezando a facilitar el almacenaje en una instalación con suelo de hormigón en tierra para algunos submarinos.
Para suministrar energía a una base de Estados Unidos en la Antártida durante 10 años hasta 1972 se utilizó un reactor marino de 1,5 MW eléctricos, demostrando la disponibilidad de tales unidades aerotransportadas para uso en localizaciones remotas. Rusia tiene muy avanzados los planes para construir una central nuclear flotante, para sus territorios del Extremo Oriente. El diseño se compone de dos unidades de 35 MW eléctricos, basadas en el reactor KLT-40 utilizado en los rompehielos (con repostado cada cuatro años). Algunos barcos de Rusia se han utilizado para suministrar electricidad para uso doméstico e industrial en ciudades de Siberia y del Extremo Oriente.
Harold Wilson, el entonces primer ministro británico, consideró, pero no puso en práctica, el utilizar submarinos nucleares para su uso en Belfast durante la huelga del Consejo de Trabajadores del Úlster en 1974.